# Rigidez da nuca
Rigidez da nuca é um termo para descrever a condição médica provocada pelo espasmo dos músculos cervicais em que a pessoa sente dor ou desconforto ao tentar mover, girar ou flectir o pescoço. Entre as possíveis causas estão entorses ou distensões musculares, problemas nas vértebras cervicais, ou hemorragia subaracnóidea. A rigidez causada pela irritação das meninges é um dos principais sintomas da meningite.